# Élection présidentielle tunisienne de 2014
L'élection présidentielle tunisienne de 2014 est la première élection présidentielle au suffrage universel, libre et démocratique du pays. Il s'agit de la onzième élection présidentielle en Tunisie, la dixième au suffrage universel direct et la première depuis la révolution de 2011.
Deux tours de scrutin sont nécessaires à l'élection du président de la République tunisienne. Le premier tour a lieu le 23 novembre 2014 sur le territoire national et du 21 au 23 novembre à l'étranger, un mois après des élections législatives qui ont vu Nidaa Tounes arriver en tête. Aucun candidat ne remporte la majorité absolue au premier tour.
Un second tour a lieu le 21 décembre entre Béji Caïd Essebsi — chef de Nidaa Tounes, ancien ministre sous Habib Bourguiba et président de la Chambre des députés sous Zine el-Abidine Ben Ali — et Moncef Marzouki, président de la République sortant, et réputé proche d'Ennahdha. Caïd Essebsi remporte le second tour avec 55,68 % des votes, Marzouki recueillant 44,32 %, ce qui fait du chef de Nidaa Tounes le président élu de la République tunisienne.
Le taux de participation atteint 62,9 % au premier tour et 60,1 % au second.

## Modalités

### Mode de scrutin
Le président de la République tunisienne est élu pour un mandat de cinq ans au suffrage universel, libre, secret et direct à la majorité absolue des suffrages exprimés, au cours des derniers soixante jours du mandat présidentiel. L'article 74 de la Constitution établit que la candidature à la présidence de la République est un droit pour toute électrice et électeur, âgé d'au minimum 35 ans, de nationalité tunisienne et de confession musulmane. L'article précise que, s'il est titulaire d'une autre nationalité, il doit présenter un engagement selon lequel il renonce à celle-ci s'il est élu.
L'article 75 précise que si la majorité n'est pas obtenue au premier tour du scrutin, un deuxième tour est organisé durant les deux semaines qui suivent l'annonce des résultats définitifs du premier tour. Les deux candidats ayant obtenu le plus grand nombre de voix au premier tour se présentent au second tour. Si l'un des candidats décède, il est procédé à un nouvel appel aux candidatures, avec de nouvelles dates pour les élections dans un délai ne dépassant pas 45 jours ; cela ne s'applique pas à la renonciation éventuelle de candidats. Il précise aussi que personne ne peut occuper le poste de président de la République pendant plus de deux mandats complets, successifs ou séparés, et qu'en cas de démission, le mandat est considéré comme ayant été accompli totalement.

### Calendrier électoral

Logo de l'élection.

- 23 juin 2014 : démarrage des inscriptions des électeurs ;
- 22 juillet 2014 : fin des inscriptions ;
- 28 juillet 2014 : dernier délai pour la publication du décret de convocation des électeurs ;
- 2 et 3 août 2014 : publication des listes des électeurs ;
- 3 août 2014 : démarrage de la période électorale pour la présidentielle ;
- 8 septembre 2014 : ouverture du délai de dépôt des candidatures à la présidentielle ;
- 22 septembre 2014 : clôture du délai de candidatures à la présidentielle ;
- 3 octobre 2014 : dernier délai pour la publication des listes préliminaires des candidats à la présidentielle ;
- 25 octobre 2014 : dernier délai pour l'annonce des candidats définitifs à la présidentielle ;
- 1er novembre 2014 : démarrage de la campagne électorale pour la présidentielle ;
- 22 novembre 2014 : jour de silence électoral ;
- 21, 22 et 23 novembre 2014 : Vote pour le 1er tour de la présidentielle à l'étranger ;
- 23 novembre 2014 : vote pour le 1er tour de la présidentielle sur le territoire national ;
- 26 novembre 2014 : dernier délai pour la proclamation des résultats préliminaires du 1er tour de la présidentielle ;
- 21 décembre 2014 : dernier délai pour la proclamation des résultats définitifs du 1er tour de la présidentielle ;
- 19, 20 et 21 décembre 2014 : vote pour le 2e tour de la présidentielle à l'étranger ;
- 21 décembre 2014 : 2e tour de la présidentielle ;
- 31 décembre 2014 : dernier délai pour la proclamation des résultats préliminaires du second tour de la présidentielle ;
- 25 janvier 2015 : dernier délai pour la proclamation des résultats définitifs de la présidentielle[3].

## Candidats

### Déclarations
Les personnalités suivantes annoncent successivement leur candidature :
- Emna Mansour Karoui, présidente d'un parti centriste, le Mouvement démocratique pour la réforme et la construction, le 24 février 2014[4] ;
- Adel Almi, prédicateur et président du Parti Tounes Ezzaytouna, le 9 avril 2014[5] ;
- Hechmi Hamdi, homme d'affaires, propriétaire de la chaîne satellitaire Al Mustaquilla et dirigeant du Courant de l'amour, le 6 mai 2014[6] ;
- Abderraouf Ayadi, avocat, secrétaire général du Mouvement Wafa, le 27 juin 2014[7] ;
- Béji Caïd Essebsi, avocat, président de Nidaa Tounes, ancien Premier ministre, ministre sous Habib Bourguiba et président de la Chambre des députés sous Zine el-Abidine Ben Ali, le 8 juillet 2014[8] ;
- Bahri Jelassi, chef du Parti de l'ouverture et de la fidélité, le 9 juillet 2014[9] ;
- Larbi Nasra, président et fondateur de la Voix du peuple tunisien, ancien propriétaire de la chaîne Hannibal TV, le 11 juillet 2014[10] ;
- Kalthoum Kannou, juge et ancienne présidente de l'Association tunisienne des magistrats, le 13 juillet 2014[11] ;
- Jalel Brick, cyberactiviste, le 17 juillet 2014[12] ;
- Ali Chourabi, juge, le 19 juillet 2014[13] ;
- Zied El Heni, journaliste indépendant, le 24 juillet 2014[14] ;
- Ahmed Néjib Chebbi, président de la haute instance politique du parti Al Joumhouri, le 3 août 2014[15] ;
- Lazhar Bali, président du parti Al Amen, le 9 août 2014[16] ;
- Faouzi Saïdi, président du Front du 17 décembre pour le développement, le 10 août 2014[17] ;
- Wahid Dhiab, président du Parti des forces du 14 janvier 2011, le 15 août 2014[18] ;
- Abderrahim Zouari, ministre sous Zine el-Abidine Ben Ali et ancien secrétaire général du RCD présenté par le Mouvement destourien, le 16 août 2014[19].
- Habib Zammali, juge révoqué après la révolution, le 27 août 2014[20] ;
- Nasr Ben Soltana, président du Centre tunisien des études de la sécurité globale, le 30 août 2014[21] ;
- Mustapha Ben Jaafar, secrétaire général d'Ettakatol et président de l'assemblée constituante, le 1er septembre[22].
- Raouf Ben Yaghlane, comédien, le 11 septembre 2014[23] ;
- Kamel Morjane, ministre sous Zine el-Abidine Ben Ali et président de l'Initiative nationale destourienne, le 13 septembre 2014[24].

### Dépôts de candidatures
Le dépôt officiel des candidatures à l'ISIE démarre le 8 septembre 2014. L'homme d'affaires installé à Londres, Hechmi Hamdi, est le premier à présenter sa candidature, suivi par l'ancien patron de Hannibal TV, Larbi Nasra. Béji Caïd Essebsi, le président de Nidaa Tounes, dépose sa candidature le 9 septembre. Il est suivi par l'ancien juge Habib Zammali.
L'écrivain et journaliste Safi Saïd dépose sa candidature le 11 septembre. Le 12 septembre, c'est le secrétaire général du Front du 17 décembre pour le développement, Faouzi Saïdi, qui dépose sa candidature. Le 16 septembre, Ahmed Néjib Chebbi est officiellement candidat.
L'ancien gouverneur de la Banque centrale, Mustapha Kamel Nabli, dépose sa candidature le 17 septembre. Hamma Hammami, porte-parole du Front populaire, dépose sa candidature le lendemain, suivi par Slim Riahi et Mustapha Ben Jaafar.
Noureddine Hached, fils de Farhat Hached, Abderraouf Ayadi, secrétaire général du Mouvement Wafa, Mohamed Hamdi, secrétaire général de l'Alliance démocratique, Abderrahim Zouari du Mouvement destourien et Ali Chourabi, magistrat à la cour d'appel de Tunis, déposent leurs candidatures le 19 septembre.
Le 20 septembre, Moncef Marzouki, président de la République sortant et président d'honneur du Congrès pour la République, dépose sa candidature en tant qu'indépendant. Le même jour, Emna Mansour Karoui, présidente du Mouvement démocratique pour la réforme et la construction, Kamel Morjane, président de l'Initiative nationale destourienne, Kalthoum Kannou, ancienne présidente de l'Association tunisienne des magistrats, l'homme d'affaires Fares Mabrouk et Abdelkader Labbaoui, président de l'Union tunisienne pour la neutralité de l'administration, déposent à leur tour leurs candidatures auprès des bureaux de l'ISIE.
Le 22 septembre, date limite pour le dépôt des candidatures, plusieurs personnalités se rendent à l'ISIE : Mohamed Frikha, homme d'affaires et tête de liste d'Ennahdha pour les législatives, Mondher Zenaidi, Abderrazak Kilani, Mounir Mejri, Lotfi Ben Zekri, Nejib Belghith, Yassine Chennoufi, Lazhar Bali, Nasr Ben Soltana, Hamouda Ben Slama ou encore Sofiène Ben Nacer. À la clôture de la réception des candidatures, leur nombre atteint 70 dont 25 candidats issus de partis politiques, un candidat issu d'une coalition et 44 indépendants. ِCe nombre est ramené à 69 après le retrait de Zied El Heni qui avait recueilli 10 300 signatures.

### Liste définitive
Le 30 septembre, l'ISIE annonce lors d'une conférence de presse que 27 candidatures sont définitivement acceptées et 42 rejetées. Certains candidats n'ayant pas présenté les 10 000 signatures nécessaires ou versé les 10 000 dinars de garantie, alors que d'autres ont présenté des signatures douteuses. En effet, un trafic de signatures a entaché le processus : des bases de données administratives ont été utilisées pour puiser les noms et les numéros de cartes d'identité de particuliers en faveur de certains candidats. D'ailleurs, même des candidats acceptés ont recouru à cette falsification (Nabli, Caïd Essebsi, Ahmed Essafi Saïd, Hached, Hamdi, Zouari, Chaourabi Slim Riahi). Néanmoins et au vu du nombre de parrainages qui dépasse les 800 000, l'ISIE ne peut constater que les parrainages répétés ou l'absence de signatures ou les plaintes de certains électeurs ayant noté la présence de leurs noms alors qu'ils n'ont pas parrainé les dits candidats. Parmi les candidatures rejetées, on remarque celles de Abdelwahab El Hani (35 000 parrainages), Mohamed Nizar Tazni (30 000 parrainages), Mohamed Ghazi Ben Tounes (26 000 parrainages), Bahri Jelassi (25 000 parrainages) ainsi que celles d'Emna Mansour Karoui, première femme à avoir présenté sa candidature, et de Leila Hammami.
À la suite du résultat obtenu par son parti aux élections législatives, Hechmi Hamdi annonce le 27 octobre son retrait de la course à la présidentielle. Abderrahim Zouari, candidat du Mouvement destourien, Mohamed Hamdi, candidat de l'Alliance démocratique, et Abderraouf Ayadi, candidat du Mouvement Wafa, font de même, respectivement le 30 octobre, le 5 novembre et le 19 novembre. Les candidats indépendants Mustapha Kamel Nabli et Noureddine Hached se retirent également le 17 novembre.
Les 27 candidats officiels sont les suivants :
| Candidat (nom et âge) et parti ou mouvement politique             | Candidat (nom et âge) et parti ou mouvement politique | #  | Slogan | Détails |
| ----------------------------------------------------------------- | ----------------------------------------------------- | -- | --- | --- |
| Larbi Nasra (67 ans) Parti de la voix du peuple tunisien          |                                                       | 1  | Parmi vous et pour vous منكم وإليكم | En juin 2014, il fonde le Parti de la voix du peuple tunisien dont il occupe le poste de président. Sa candidature est annoncée le 11 juillet 2014 par son parti. Il obtient le parrainage de 10 députés de l'Assemblée constituante. Élimination au 1er tour (vote Béji Caïd Essebsi) |
| Abderrahim Zouari (70 ans) Mouvement destourien                   |                                                       | 2  | Aucun slogan | Plusieurs fois ministres et ancien secrétaire général du Rassemblement constitutionnel démocratique sous la présidence de Zine el-Abidine Ben Ali, il est présenté par son parti à l'élection le 16 août 2014 et dépose sa candidature le 19 septembre. Il a collecté le parrainage de près de 25 000 citoyens. Il annonce son retrait le 30 octobre. Élimination au 1er tour (aucune consigne de vote) |
| Kalthoum Kannou (55 ans) Indépendante                             |                                                       | 3  | Sers la Tunisie... Cela l'aidera أخدم تونس... تصيبها | Seule candidate féminine de cette élection, elle présente sa candidature le 20 septembre 2014. Elle reçoit uniquement le soutien du Parti tunisien et de certaines personnalités féministes. Elle collecte le parrainage de 15 000 citoyens. Élimination au 1er tour (consigne de vote inconnue) |
| Kamel Morjane (66 ans) Initiative nationale destourienne          |                                                       | 4  | Il faut pour la Tunisie un président qui réunit et ne divise pas تونس يلزمها رئيس يجمّع وما بفرّقش                                                                      | Ancien ministre sous la présidence de Zine el-Abidine Ben Ali et ancien adhérant au Rassemblement constitutionnel démocratique dont il a démissionné après la révolution, il fonde son parti l'Initiative nationale destourienne qu'il fusionne avec d'autres partis au sein d'Al Moubadara en 2013. Il annonce sa candidature le 13 septembre 2014, et la dépose le 20 septembre. Il collecte 25 000 parrainages de citoyens. Élimination au 1er tour (vote Béji Caïd Essebsi) |
| Salem Chaïbi Parti du congrès populaire                           |                                                       | 5  | Je t'aime Tunisie نحبّك يا تونس | Il présente sa candidature le 8 septembre 2014. Élimination au 1er tour (consigne de vote inconnue) |
| Abderrazak Kilani (60 ans) Indépendant                            |                                                       | 6  | Lève la tête.. C'est la révolution de la dignité ارفع راسك... انّها ثورة الكرامة                                                                                       | Ancien ministre délégué dans le gouvernement Jebali, il dépose sa candidature le 22 septembre 2014. Il obtient le parrainage de 11 000 citoyens. Élimination au 1er tour (aucune consigne de vote) |
| Béji Caïd Essebsi (88 ans) Nidaa Tounes                           |                                                       | 7  | Vive la Tunisie فبحيث... تحيا تونس | Plusieurs fois ministre sous la présidence de Habib Bourguiba, et ancien président de la Chambre des députés sous la présidence de Zine el-Abidine Ben Ali, il occupe le poste de Premier ministre au lendemain de la révolution et organise les élections constituantes de 2011. Il fonde en juin 2012 son parti Nidaa Tounes dans lequel il se revendique héritier du bourguibisme et fait figure d'opposition aux vainqueurs des élections de 2011. Il est désigné par son parti comme candidat en mai 2014. Il annonce sa candidature le 8 juillet et la dépose le lendemain. Il obtient le parrainage de plus de 68 000 citoyens. Vainqueur au 2e tour |
| Slim Riahi (42 ans) Union patriotique libre                       |                                                       | 8  | Un président pour tous les Tunisiens رئيس للتوانسة الكلّ | Après la révolution de 2011, il fonde son parti, l'Union patriotique libre, dont il assure la présidence. Il présente officiellement sa candidature le 18 septembre 2014. Il obtient le parrainage de plus de 100 000 citoyens. Élimination au 1er tour (vote Béji Caïd Essebsi) |
| Abdelkader Labbaoui (45 ans) Indépendant                          |                                                       | 9  | Le président garant... ...الرئيس الضامن | Président de l'Union tunisienne pour la neutralité des administrations, il annonce sa candidature le 20 septembre 2014. Il obtient 35 000 parrainages de citoyens. Élimination au 1er tour (consigne de vote inconnue) |
| Mustapha Kamel Nabli (66 ans) Indépendant                         |                                                       | 10 | La Tunisie est une consignation تونس أمانة | Ancien ministre sous la présidence de Zine el-Abidine Ben Ali, il dépose le 17 septembre 2014 sa candidature. Il obtient 40 000 parrainages de citoyens. Il annonce toutefois son retrait le 17 novembre. Élimination au 1er tour (vote Béji Caïd Essebsi) |
| Safi Saïd (61 ans) Indépendant                                    |                                                       | 11 | Tous unis متّحدون | Il dépose sa candidature le 11 septembre 2014. Il obtient 17 000 parrainages de citoyens. Élimination au 1er tour (consigne de vote inconnue) |
| Yassine Chennoufi (44 ans) Indépendant                            |                                                       | 12 | La main dans la main pour la Tunisie de demain اليد في اليد لتونس الغد                                                                                                | Il dépose sa candidature le 22 septembre 2014. Il obtient 18 000 parrainages de citoyens. Élimination au 1er tour (consigne de vote inconnue) |
| Ahmed Néjib Chebbi (70 ans) Al Joumhouri                          |                                                       | 13 | La Tunisie comme on l'aime تونس كيما نحبوها | Fondateur du Parti démocrate progressiste en 1983, il est une figure importante de l'opposition au régime de Zine el-Abidine Ben Ali. Ayant tenté de se présenter à l'élection présidentielle de 2009, il a renoncé à se porter candidat à cause de soupçons de fraudes envers le président. Après la révolution, il occupe le poste de ministre dans le nouveau gouvernement Ghannouchi puis est élu comme constituant aux élections de 2011. Il annonce sa candidature le 3 août 2014 sous l'étiquette d'Al Joumhouri, parti résultant de la fusion de plusieurs partis dont le sien. Il obtient plus de dix parrainages de députés de l'Assemblée constituante et 24 617 parrainages de citoyens,. Élimination au 1er tour (aucune consigne de vote, laisse le choix aux électeurs) |
| Hamouda Ben Slama (71 ans) Indépendant                            |                                                       | 14 | Votre confiance est chère... ...ثقتكم غالية | Ancien ministre sous la présidence de Zine el-Abidine Ben Ali, il dépose sa candidature le 22 septembre 2014. Il obtient treize parrainages de membres de l'Assemblée constituante. Élimination au 1er tour (consigne de vote inconnue) |
| Ali Chourabi (51 ans) Indépendant                                 |                                                       | 15 | Ne cherchez pas longtemps le président consensuel parce que je suis devant vous لا تبحثون كثيرا عن الرئيس التوافقي فأنا أمامكم                                        | Il annonce sa candidature en juillet 2014. Il obtient le parrainage de 16 000 citoyens issues de treize circonscriptions. Élimination au 1er tour (consigne de vote inconnue) |
| Mohamed Frikha (50 ans) Indépendant                               |                                                       | 16 | L'amour de la patrie est de la foi حبّ الوطن إيمان | Tête d'une liste du parti Ennahdha pour les élections législatives de 2014, il présente sa candidature le 22 septembre 2014. Il obtient 20 000 parrainages de citoyens. Élimination au 1er tour (consigne de vote inconnue) |
| Mohamed Hamdi (43 ans) Alliance démocratique                      |                                                       | 17 | Aucun slogan | Élu constituant aux élections de 2011, il présente sa candidature le 19 septembre 2014. Il obtient le parrainage de dix membres de l'Assemblée constituante. Il décide toutefois de se retirer le 5 novembre. Élimination au 1er tour (consigne de vote inconnue) |
| Mokhtar Mejri Indépendant                                         |                                                       | 18 | Le candidat indépendant de l'élection présidentielle المرشح المستقل للإنتخابان الرئاسيّة                                                                               | Il présente sa candidature le 22 septembre 2014. Élimination au 1er tour (aucune consigne de vote, laisse le choix aux électeurs) |
| Abderraouf Ayadi (64 ans) Mouvement Wafa                          |                                                       | 19 | La conscience de la révolution ; lorsque les mots échouent... le crayon exprime l'espoir... et l'action ضمير الثورة؛ عندما تعجز الكلمات... ينطق القلم الأمل... والعمل | Membre fondateur du Congrès pour la République, il est élu constituant aux élections de 2011. Après des conflits avec son parti, il quitte le Congrès pour la République et fonde en juin 2012 le Mouvement Wafa. Il annonce sa candidature le 27 juin 2014 et la dépose le 19 septembre. Il obtient le parrainage de treize membres de l'Assemblée constituante. Il décide toutefois de se retirer le 5 novembre. Élimination au 1er tour (aucune consigne de vote) |
| Mehrez Boussayene (55 ans) Indépendant                            |                                                       | 20 | Le chemin de la construction طريق البناء | Il dépose sa candidature le 22 septembre 2014. Il obtient le parrainage de 35 000 citoyens. Élimination au 1er tour (aucune consigne de vote) |
| Mustapha Ben Jaafar (73 ans) Ettakatol                            |                                                       | 21 | Ensemble... Protégeons la Tunisie, construisons l'avenir مع بعضنا... نحمي تونس، نبني المستقبل                                                                         | Fondateur d'Ettakatol en 1994, il souhaite participer à l'élection présidentielle de 2009 mais sa candidature est rejetée. Après la révolution, il est élu constituant aux élections de 2011 puis président de l'Assemblée. Sous ce mandat, sa candidature est annoncée par son parti le 1er septembre 2014. Il dépose sa candidature le 18 septembre et obtient le parrainage de treize députés de l'Assemblée. Élimination au 1er tour (refuse de voter Béji Caïd Essebsi) |
| Noureddine Hached (70 ans) Indépendant                            |                                                       | 22 | La Tunisie éternelle تونس الخالدة | Ministre sous la présidence de Habib Bourguiba et de Zine el-Abidine Ben Ali, puis dans les gouvernements de Béji Caïd Essebsi et Hamadi Jebali, dont il démissionne, il dépose sa candidature le 19 septembre. Il obtient le parrainage de 26 000 citoyens. Il annonce toutefois son retrait le 17 novembre. Élimination au 1er tour (aucune consigne de vote) |
| Mondher Zenaidi (64 ans) Indépendant                              |                                                       | 23 | La solution par tous les Tunisiens الحل بالتّوانسة الكل | Ministre sous la présidence de Zine el-Abidine Ben Ali, il est sollicité pour se présenter à l'élection. Il dépose sa candidature le 22 septembre 2014. Élimination au 1er tour (vote Béji Caïd Essebsi) |
| Moncef Marzouki (69 ans) Indépendant (Congrès pour la République) |                                                       | 24 | Nous gagnerons... Ou nous gagnerons ننتصر... أو ننتصر | Ayant échoué à se présenter à l'élection présidentielle de 1994, alors qu'il est un opposant au régime de Zine el-Abidine Ben Ali, il est élu constituant lors des élections de 2011 à la suite de la révolution, puis en tant que président de la République par l'Assemblée, étant l'unique candidat. Président sortant, il dépose sa candidature le 20 septembre 2014. Président d'honneur du Congrès pour la République, il se présente cependant en tant qu'indépendant. Élimination au 2e tour |
| Samir Abdelli (48 ans) Indépendant                                |                                                       | 25 | La Tunisie de l'avenir... La Tunisie de l'espoir تونس المستقبل... تونس الأمل                                                                                          | Il dépose sa candidature le 22 septembre 2014. Il obtient plus de 20 000 parrainages de citoyens. Élimination au 1er tour (vote Béji Caïd Essebsi) |
| Hechmi Hamdi (50 ans) Courant de l'amour                          |                                                       | 26 | Sécurité - Liberté - Égalité sociale أمن - حرية - عدالة اجتماعية | Fondateur du parti Pétition populaire en 2011 à travers laquelle il parvient à obtenir 27 sièges aux élections constituantes de 2011, il crée son nouveau mouvement Courant de l'amour en 2013. Il annonce sa candidature à la présidentielle le 6 mai 2014 et retourne en Tunisie après 18 ans d'exil. Il est le premier à la déposer le 8 septembre. Il obtient dix parrainages de membres de l'Assemblée constituante. Il annonce son retrait le 27 octobre à la suite des résultats de son parti aux élections législatives. Élimination au 1er tour (aucune consigne de vote claire) |
| Hamma Hammami (62 ans) Front Populaire                            |                                                       | 27 | Fils du peuple, président ولد الشعب، رئيس | Opposant aux régimes de Habib Bourguiba et Zine el-Abidine Ben Ali, il est le fondateur en juillet 2012 du Parti des travailleurs qui constitue dès octobre 2012, avec d'autres partis de gauche, le Front populaire. Il dépose sa candidature le 18 septembre 2014. Il obtient dix parrainages de membres de l'Assemblée constituante et plus de 10 000 parrainages de citoyens. Élimination au 1er tour (refuse de voter Moncef Marzouki, n'appelle pas à voter Béji Caïd Essebsi) |

## Résultats

Candidat en tête du premier tour par circonscription :
Caïd Essebsi
Marzouki
Hammami
Hamdi

Candidat en tête du second tour par circonscription :
Caïd Essebsi
Marzouki

| Candidats Appartenance politique | Candidats Appartenance politique                | 1er tour 23 novembre 2014 | 1er tour 23 novembre 2014 | 1er tour 23 novembre 2014 | 2e tour 21 décembre 2014 | 2e tour 21 décembre 2014 | 2e tour 21 décembre 2014 |
| Candidats Appartenance politique | Candidats Appartenance politique                | Voix                      | Voix                      | %                         | Voix                     | Voix                     | %                        |
| -------------------------------- | ----------------------------------------------- | ------------------------- | ------------------------- | ------------------------- | ------------------------ | ------------------------ | ------------------------ |
|                                  | Béji Caïd Essebsi Nidaa Tounes                  | 1 289 384                 | 1 289 384                 | 39,46                     | 1 731 529                | 1 731 529                | 55,68                    |
|                                  | Moncef Marzouki Congrès pour la République      | 1 092 418                 | 1 092 418                 | 33,43                     | 1 378 513                | 1 378 513                | 44,32                    |
|                                  | Hamma Hammami Front populaire                   | 255 529                   | 255 529                   | 7,82                      |                          |                          |                          |
|                                  | Hechmi Hamdi Courant de l'amour                 | 187 923                   | 187 923                   | 5,75                      |                          |                          |                          |
|                                  | Slim Riahi Union patriotique libre              | 181 407                   | 181 407                   | 5,55                      |                          |                          |                          |
|                                  | Kamel Morjane Initiative nationale destourienne | 41 614                    | 41 614                    | 1,27                      |                          |                          |                          |
|                                  | Ahmed Néjib Chebbi Al Joumhouri                 | 34 025                    | 34 025                    | 1,04                      |                          |                          |                          |
|                                  | Safi Saïd Indépendant                           | 26 073                    | 26 073                    | 0,80                      |                          |                          |                          |
|                                  | Mondher Zenaidi Indépendant                     | 24 160                    | 24 160                    | 0,74                      |                          |                          |                          |
|                                  | Mustapha Ben Jaafar Ettakatol                   | 21 989                    | 21 989                    | 0,67                      |                          |                          |                          |
|                                  | Kalthoum Kannou Indépendant                     | 18 287                    | 18 287                    | 0,56                      |                          |                          |                          |
|                                  | Mohamed Frikha Indépendant                      | 17 506                    | 17 506                    | 0,45                      |                          |                          |                          |
|                                  | Abderrazak Kilani Indépendant                   | 10 077                    | 10 077                    | 0,31                      |                          |                          |                          |
|                                  | Mustapha Kamel Nabli Indépendant                | 6 723                     | 6 723                     | 0,21                      |                          |                          |                          |
|                                  | Larbi Nasra Voix du peuple tunisien             | 6 426                     | 6 426                     | 0,20                      |                          |                          |                          |
|                                  | Abdelkader Labbaoui Indépendant                 | 6 486                     | 6 486                     | 0,20                      |                          |                          |                          |
|                                  | Hamouda Ben Slama Indépendant                   | 5 737                     | 5 737                     | 0,10                      |                          |                          |                          |
|                                  | Mohamed Hamdi Alliance démocratique             | 5 593                     | 5 593                     | 0,17                      |                          |                          |                          |
|                                  | Mehrez Boussayene Indépendant                   | 5 377                     | 5 377                     | 0,16                      |                          |                          |                          |
|                                  | Salem Chaïbi Parti du congrès populaire         | 5 245                     | 5 245                     | 0,16                      |                          |                          |                          |
|                                  | Samir Abdelli Indépendant                       | 5 054                     | 5 054                     | 0,15                      |                          |                          |                          |
|                                  | Ali Chourabi Indépendant                        | 4 699                     | 4 699                     | 0,14                      |                          |                          |                          |
|                                  | Mokhtar Mejri Indépendant                       | 4 286                     | 4 286                     | 0,13                      |                          |                          |                          |
|                                  | Abderraouf Ayadi Mouvement Wafa                 | 3 551                     | 3 551                     | 0,11                      |                          |                          |                          |
|                                  | Yassine Chennoufi Indépendant                   | 3 118                     | 3 118                     | 0,10                      |                          |                          |                          |
|                                  | Abderrahim Zouari Mouvement destourien          | 2 701                     | 2 701                     | 0,08                      |                          |                          |                          |
|                                  | Noureddine Hached Indépendant                   | 2 181                     | 2 181                     | 0,07                      |                          |                          |                          |
|                                  |                                                 |                           |                           |                           |                          |                          |                          |
| Suffrages exprimés               | Suffrages exprimés                              | 3 267 569                 | 3 267 569                 | 97,84                     | 3 110 042                | 3 110 042                | 97,50                    |
| Votes blancs ou nuls             | Votes blancs ou nuls                            | 72 097                    | 72 097                    | 2,16                      | 79 340                   | 79 340                   | 2,50                     |
| Total des votants                | Total des votants                               | 3 339 666                 | 3 339 666                 | 100                       | 3 189 672                | 3 189 672                | 100                      |
| Abstentions                      | Abstentions                                     | 1 968 683                 | 1 968 683                 | 37,09                     | 2 118 682                | 2 118 682                | 39,91                    |
| Inscrits/Participation           | Inscrits/Participation                          | 5 308 354                 | 5 308 354                 | 62,91                     | 5 308 354                | 5 308 354                | 60,09                    |

| Béji Caïd Essebsi (55,68 %) |  |  | Moncef Marzouki (44,32 %) |
| ▲                           |  |  |                           |
| Majorité absolue            |  |  |                           |